# Xenochalepus omoger
Xenochalepus omoger är en skalbaggsart som först beskrevs av George Robert Crotch 1873.  Xenochalepus omoger ingår i släktet Xenochalepus och familjen bladbaggar. Inga underarter finns listade i Catalogue of Life.